# Saint-Parres-aux-Tertres
Saint-Parres-aux-Tertres és un municipi francès situat al departament de l'Aube i a la regió del Gran Est. L'any 2007 tenia 2.826 habitants.

## Demografia

### Població
El 2007 la població de fet de Saint-Parres-aux-Tertres era de 2.826 persones. Hi havia 1.073 famílies de les quals 281 eren unipersonals (103 homes vivint sols i 178 dones vivint soles), 364 parelles sense fills, 333 parelles amb fills i 95 famílies monoparentals amb fills.
La població ha evolucionat segons el següent gràfic:
Habitants censats

### Habitatges
El 2007 hi havia 1.162 habitatges, 1.109 eren l'habitatge principal de la família, 7 eren segones residències i 46 estaven desocupats. 1.014 eren cases i 147 eren apartaments. Dels 1.109 habitatges principals, 863 estaven ocupats pels seus propietaris, 218 estaven llogats i ocupats pels llogaters i 28 estaven cedits a títol gratuït; 11 tenien una cambra, 80 en tenien dues, 151 en tenien tres, 332 en tenien quatre i 535 en tenien cinc o més. 873 habitatges disposaven pel capbaix d'una plaça de pàrquing. A 509 habitatges hi havia un automòbil i a 490 n'hi havia dos o més.

### Piràmide de població
La piràmide de població per edats i sexe el 2009 era:
| Homes | Edats   | Dones |
| ----- | ------- | ----- |
| 0     | 95 o +  | 8     |
| 4     | 90 a 94 | 12    |
| 8     | 85 a 89 | 8     |
| 12    | 80 a 84 | 24    |
| 52    | 75 a 79 | 56    |
| 76    | 70 a 74 | 52    |
| 64    | 65 a 69 | 108   |
| 44    | 60 a 64 | 52    |
| 80    | 55 a 59 | 64    |
| 104   | 50 a 54 | 112   |
| 116   | 45 a 49 | 112   |
| 84    | 40 a 44 | 96    |
| 64    | 35 a 39 | 96    |
| 64    | 30 a 34 | 84    |
| 68    | 25 a 29 | 56    |
| 64    | 20 a 24 | 44    |
| 100   | 15 a 19 | 136   |
| 120   | 10 a 14 | 104   |
| 60    | 5 a 9   | 56    |
| 64    | 0 a 4   | 68    |

## Economia
El 2007 la població en edat de treballar era de 1.719 persones, 1.237 eren actives i 482 eren inactives. De les 1.237 persones actives 1.166 estaven ocupades (591 homes i 575 dones) i 72 estaven aturades (34 homes i 38 dones). De les 482 persones inactives 183 estaven jubilades, 197 estaven estudiant i 102 estaven classificades com a «altres inactius».

### Ingressos
El 2009 a Saint-Parres-aux-Tertres hi havia 1.116 unitats fiscals que integraven 2.695 persones, la mediana anual d'ingressos fiscals per persona era de 19.595 €.

### Activitats econòmiques
Dels 184 establiments que hi havia el 2007, 2 eren d'empreses extractives, 2 d'empreses alimentàries, 2 d'empreses de fabricació d'altres productes industrials, 14 d'empreses de construcció, 93 d'empreses de comerç i reparació d'automòbils, 6 d'empreses de transport, 8 d'empreses d'hostatgeria i restauració, 1 d'una empresa d'informació i comunicació, 3 d'empreses financeres, 8 d'empreses immobiliàries, 18 d'empreses de serveis, 18 d'entitats de l'administració pública i 9 d'empreses classificades com a «altres activitats de serveis».
Dels 39 establiments de servei als particulars que hi havia el 2009, 2 eren oficines de correu, 3 oficines bancàries, 4 tallers de reparació d'automòbils i de material agrícola, 1 taller d'inspecció tècnica de vehicles, 1 paleta, 3 guixaires pintors, 3 fusteries, 3 lampisteries, 2 electricistes, 5 perruqueries, 1 veterinari, 6 restaurants, 4 agències immobiliàries i 1 saló de bellesa.
Dels 51 establiments comercials que hi havia el 2009, 1 era, 1 un hipermercat, 2 fleques, 2 carnisseries, 1 una carnisseria, 2 llibreries, 9 botigues de roba, 6 botigues d'equipament de la llar, 2 sabateries, 1 una sabateria, 14 botigues de mobles, 3 botigues de material esportiu, 3 botigues de material de revestiment de parets i terra, 1 un drogueria, 1 una perfumeria i 2 floristeries.
L'any 2000 a Saint-Parres-aux-Tertres hi havia 12 explotacions agrícoles que ocupaven un total de 847 hectàrees.

## Equipaments sanitaris i escolars
El 2009 hi havia 1 hospital de tractaments de mitja durada (seguiment i rehabilitació), 1 farmàcia i 1 ambulància.
El 2009 hi havia 2 escoles maternals i 2 escoles elementals.

## Poblacions més properes
El següent diagrama mostra les poblacions més properes.